# Пригодій Микола Анатолійович
Пригодій Микола Анатолійович — вчений-педагог, доктор педагогічних наук, професор, член-кореспондент НАПН України, заступник директора з наукової роботи Інституту професійної освіти Національної академії педагогічних наук України, член редакційних колегій: «Професійна педагогіка» (фахове видання категорії "Б") та науково-методичного журналу «Трудова підготовка в рідній школі».

## Біографія
Народився 2 червня 1973 року у місті Каменськ-Шахтинський Ростовської області в сім'ї військовослужбовця. Батько, Анатолій Миколайович — кадровий військовий. Мати, Ніна Петрівна — педагог.
З 1980-го року Микола Анатолійович здобував середню освіту в різних школах, починаючи з Москви, Термеза, Умані і закінчуючи рідним Черніговом.
Вчився у Чернігівському державному педагогічному інституті ім. Т. Г. Шевченка. Навчання давалось легко, у 1993 році завідувач кафедри загальнотехнічних дисциплін, доцент Чернишов А. П. запропонував посаду лаборанта в лабораторіях «Деталі машин» та «Опір матеріалів». Згодом декан факультету, доцент Акименко М. І. дав дозвіл на індивідуальний графік навчання і посприяв залученню Пригодія М. А. на повну ставку лаборанта кафедри педагогіки, психології і методики викладання загальнотехнічних дисциплін під керівництвом знаного методиста доцента Плутка А. М.
Після завершення навчання і отримання диплома з відзнакою за спеціальністю «праця та фізика» з 1995 року — аспірант. У жовтні 1999 року була захищена кандидатська дисертація на тему «Профільне та початкове професійне навчання з електротехніки в загальноосвітній школі» за спеціальністю 13.00.02 — теорія та методика трудового навчання.
По завершенню аспірантури при Чернігівському державному педагогічному університеті імені Т. Г. Шевченка у 1998 році Пригодій М. А. розпочав викладацьку діяльність на посаді асистента кафедри основ матеріалознавства і трудового навчання.
З отриманням диплома кандидата педагогічних наук у 2000 році, Микола Анатолійович був переведений на посаду старшого викладача цієї ж кафедри, де пропрацював до 2006 року. За цей час спільно із завідувачем кафедри професором Геттою В. Г. та доцентом Клінцовим Л. М. була відновлена лабораторія «Гідравліки», де Пригодій М. А. опікувався питаннями методичного забезпечення лабораторії та повноцінного використання студентами її обладнання у навчальних цілях.
Нагальна потреба введення спеціалізації «Інформатика» в систему підготовки учителів технологій сприяла тому, що керівництво факультету (на той час вже індустріально-педагогічного) доручило молодому кандидату наук розробити цикл дисциплін професійно-практичної підготовки з інформатики. Поставлене завдання було виконане, при цьому особисто Миколою Анатолійовичем розроблені дисципліни: «Основи інформатики та комп'ютерної техніки», «Використання комп'ютерів в навчальному процесі», «Використання комп'ютерів у бізнесі», «Основи комп'ютерної графіки». За виконану роботу у 2005 році присвоєне звання доцента кафедри основ матеріалознавства і трудового навчання.
У зв'язку з відкриттям спеціальності «Професійна освіта» була створена кафедра професійної освіти і безпеки життєдіяльності, і для посилення її навчально-методичної роботи у 2006 році запросили Пригодія М. А. В цей час він приступив до обов'язків заступника декана з навчальної роботи технологічного факультету Чернігівського державного педагогічного університету імені Т. Г. Шевченка.
У 2008 році Микола Анатолійович був призначений на посаду вченого секретаря спеціалізованої вченої ради із захисту дисертацій за спеціальностями 13.00.02 та 13.00.04. У 2009 році вступив до докторантури Інституту вищої освіти НАПН України. Науковий консультант дійсний член НАПН України, професор Носко М. О. У 2012 році була захищена докторська дисертація на тему: «Теоретико-методичні засади підготовки майбутніх учителів технологій до профільного навчання учнів загальноосвітніх навчальних закладів» за спеціальністю 13.00.04 — теорія і методика професійної освіти.
По завершенню докторантури, за сприяння члена-кореспондента НАПН України, професора Сидоренка В. К., Миколу Анатолійовича було запрошено на кафедру педагогіки Національного університету біоресурсів і природокористування України, де з 2014 по 2017 роки ним була очолена кафедра методики навчання та управління навчальними закладами.
За високі досягнення в організації освітнього процесу та наукову діяльність у 2015 році присвоєне звання професора кафедри методики навчання та управління навчальними закладами.
Керував науково-дослідною роботою за темами: з 2015 по 2017 «Теоретико-практичні засади реалізації різних підходів в освіті» (0114U003973); з 2018 по 2020 «Методичні основи розроблення SMART-комплексів для підготовки кваліфікованих робітників аграрної, будівельної і машинобудівної галузей» (0118U003223). З 2021 по 2024 рр. під його керівництвом досліджувалась тема «Методичні засади застосування цифрових технологій у професійній підготовці майбутніх кваліфікованих робітників» (0121U107472) та у 2022 році «Методологія і технології моніторингових досліджень в професійній освіті» (0122U000851). 
У червні 2016 року брав участь у виборах ректора Чернігівського національного педагогічного університету імені Т. Г. Шевченка. Набрав 15,1 % (Носко М. О. — 48,2; Торубара О. М. — 20,7; Лепявко С. А. — 8,1).
З грудня 2017 року працював головним науковим співробітником лабораторії електронних навчальних ресурсів Інституту професійно-технічної освіти НАПН України, а з 2018 очолив дану лабораторію.
З 2020 по 2022 роки на запрошення декана інженерно-педагогічного факультету, доктора педагогічних наук, професора Кільдерова Д.Е. керував кафедрою промислової інженерії та сервісу Національного педагогічного університету імені М.П. Драгоманова.
3 липня 2022 по лютий 2023 року завідувач лабораторії електронних навчальних ресурсів Інституту професійної освіти НАПН України.
20 лютого 2023 року призначений на посаду заступника директора з наукової роботи Інституту професійної освіти НАПН України.
11 лютого 2025 року обрано членом-кореспондентом Національної академії педагогічних наук України.

## Наукова школа
Удосконалення професійної підготовки майбутніх викладачів закладів вищої освіти на основі запровадження різних підходів в освітній процес є завданням наукової школи доктора педагогічних наук, професора Пригодія Миколи Анатолійовича «Актуальні проблеми професійної підготовки майбутніх викладачів закладів професійної освіти».
Під його науковим керівництвом захищено одинадцять кандидатських дисертацій та одна докторська на здобуття наукового ступеня з педагогічних наук. Протягом 2013—2018 рр. підготовлено та захищено: докторську дисертацію за спеціальністю 13.00.04 — теорія і методика професійної освіти: А. А. Каленський «Система розвитку професійно-педагогічної етики у майбутніх викладачів спеціальних дисциплін вищих навчальних закладів аграрної та природоохоронної галузей» (2016); 6 кандидатських дисертаційних дослідження за спеціальністю 13.00.04 — теорія і методика професійної освіти: О. М. Рем «Формування правової культури майбутніх інженерів педагогів у процесі професійної підготовки» (2013); К. І. Ярощук «Формування професійної етики майбутніх інженерів-педагогів при вивченні спеціальних дисциплін» (2014); І. Є. Клак «Формування професійної комунікативної компетентності в майбутніх учителів філологів у процесі вивчення фахових дисциплін» (2016); Л. М. Бивалькевич «Підготовка майбутніх інженерів-педагогів до розвитку технічної творчості учнів професійно-технічних навчальних закладів» (2016); В. А. Пермінова «Підготовка бакалаврів права до творчої діяльності в процесі вивчення професійно-орієнтованих дисциплін» (2016); Т. Г. Криворот «Підготовка майбутніх викладачів вищого навчального закладу до використання засобів математичної статистики у науково-педагогічних дослідженнях» (2017); Н. І. Погоріла «Педагогічні умови формування професійної компетентності майбутніх агротехніків у аграрних коледжах» (2018) та кандидатське дисертаційне дослідження за спеціальністю 13.00.02 — теорія та методика навчання (сільськогосподарські дисципліни): Л. В. Павлюк «Формування дослідницьких умінь у майбутніх бакалаврів енергетики агропромислового виробництва у процесі вивчення електротехнічних дисциплін» (2016).

## Творчий доробок
Пригодій Микола Анатолійович є автором понад 200 наукових та навчально-методичних праць, серед яких 10 монографій (2 одноосібні).
Монографії
1. Пригодій М. А. Проблеми профільного навчання з електротехніки в загальноосвітніх навчальних закладах: [монографія]. Чернігів: ЧДПУ імені Т. Г. Шевченка, 2009. 236 с.
2. Пригодій А. В., Пригодій М. А. Підготовка майбутніх учителів технологій до розвитку творчих здібностей учнів у процесі гурткової роботи: [монографія]. Чернігів: ЧНПУ імені Т. Г. Шевченка, 2010. 332 с.
3. Процко Х. В., Пригодій М. А. Підготовка майбутніх учителів технологій до профорієнтаційної роботи в загальноосвітніх навчальних закладах: [монографія]. Чернігів: ЧНПУ імені Т. Г. Шевченка, 2011. 280 с.
4. Пригодій М. А. Сучасні аспекти підготовки вчителів технологій: [монографія]. Чернігів: ЧНПУ імені Т. Г. Шевченка, 2011. 384 с.
5. Пригодій М. А. Моделювання педагогічної системи підготовки майбутніх учителів технологій до профільного навчання учнів // Психолого-педагогічні засади проектування інноваційних технологій викладання у вищій школі: [монографія] / [В. Луговий, М. Левшин, О. Бондаренко та ін.]; за заг. ред. В. П. Андрущенка, В. І. Лугового. К.: Педагогічна думка, 2011. С. 194—203.
6. Коляда А. М., Люлька В. С., Пригодій М. А. Теорія і методика підготовки учнівської молоді до фермерської діяльності: [монографія]. К.: ЦП «КОМПРИНТ», 2013. 282 с.
7. Пригодій М. А. Методика формування електротехнічних знань учнів старшої школи // Актуальні питання трудової підготовки учнів у сучасній школі / [В. Гетта, С. Горчинський, О. Шульга, та ін.]; за наук. ред. В. Г. Гетти. К.: КОМПРИНТ, 2014. С. 282—317.
8. Клак І. Є., Пригодій М. А. Теорія і методика формування професійної комунікативної компетентності в майбутніх учителів філологів: [монографія]. К.: ЦП «КОМПРИНТ», 2016. 403 с.
9. Павлюк Л. В., Пригодій М. А. Теоретико-практичні аспекти формування дослідницьких умінь у майбутніх бакалаврів енергетики агропромислового виробництва: [монографія]. К.: ЦП «КОМПРИНТ», 2016. 275 с.
10. Криворот Т. Г., Пригодій М. А. Теорія і практика підготовки викладачів ВНЗ до використання засобів математичної статистики у педагогічних дослідженнях: [монографія]. К.: ЦП «КОМПРИНТ», 2017. 361 с.
Статті у наукових фахових виданнях
1. Пригодій, М. А. (2017). Теоретичні основи підготовки майбутніх учителів технологій до профільного навчання учнів загальноосвітніх навчальних закладів. Науковий часопис Національного педагогічного університету імені М.П. Драгоманова. Серія 13. Проблеми трудової та професійної підготовки: зб. наук. праць. Київ: Вид-во НПУ імені М.П. Драгоманова, 8, 80–85. Взято з http://enpuir.npu.edu.ua/bitstream/handle/123456789/19549/Prygodii.pdf?sequence=1&isAllowed=y.
2. Пригодій, М. А. (2017). Професійна підготовка майбутніх учителів. Оновлення змісту, форм та методів навчання і виховання в закладах освіти: зб. наук. праць. Наукові записки Рівненського державного гуманітарного університету. Рівне: РДГУ, 16 (59), 159–161.
3. Пригодій, М. А. (2017). Підготовка майбутніх викладачів до використання інформаційно-комунікаційних технологій в освітньому процесі. Гуманізація навчально-виховного процесу: зб. наук. пр. за заг. ред. проф. В. І. Сипченка. Слов’янськ : ДДПУ, 3 (83), 53–64.
4. Пригодій, М. А. (2018). Особливості використання ІКТ у системі післядипломної педагогічної освіти: зарубіжний досвід. Вісник Черкаського університету. Серія «Педагогічні науки», 7, 120–124. Взято з https://ped-ejournal.cdu.edu.ua/article/view/2787. 
5. Pryhodii, М. (2019). Analysis of the state of pedagogical workers training to use smart technologies in the educational process. Professional Pedagogy, 1 (18), 137–142. Retrieved from https://jrnls.ivet.edu.ua/index.php/1/article/view/283/269. 
6. Pavliuk, L., & Pryhodii, М. (2019). Research activities of future teachers of technologies at the electrical engineering classes. Professional Pedagogics, 1 (18), 175–179. Retrieved from https://jrnls.ivet.edu.ua/index.php/1/article/view/290/274. 
7. Kryvorot, T. & Pryhodii, М. (2020). Using network-based educational and methodological complexes in professional training of future lecturers. Professional Pedagogics, 1 (20), 109–117. Retrieved from https://jrnls.ivet.edu.ua/index.php/1/article/view/586/606. 
8. Олефіренко, Т. О. Кільдеров, Д. Е., Пригодій, М. А., & Гамула, І. А. (2020). Підготовки майбутніх учителів технологій до профорієнтаційної роботи в профільній школі. Сучасні інформаційні технології та інноваційні методики навчання в підготовці фахівців: методологія, теорія, досвід, проблеми: зб. наук. пр. Вінниця: ТОВ «Друк плюс», 57, 14–24. 
9. Пригодій, М. А. (2021). Методичні основи розроблення SMART-комплексів для підготовки кваліфікованих робітників аграрної, будівельної та машинобудівної галузей. Вісник Національної академії педагогічних наук України. Т. 3, 1, 1–8. DOI: https://doi.org/10.37472/2707-305X-2021-3-1-2-8. 
10. Пригодій, М. & Кільдеров, Д. (2021). Соціально-психологічні аспекти створення електронного підручника. Проблеми сучасного підручника, 26, 191–198. Взято з https://ipvid.org.ua/index.php/psp/article/view/43/42. 
11. Гуржій, А. М., Радкевич, В. О., & Пригодій М. А. (2021) Забезпечення якості підготовки кваліфікованих робітників з використанням SMART-комплексів навчальних дисциплін. Сучасні інформаційні технології та інноваційні методики навчання у підготовці фахівців: методологія, теорія, досвід, проблеми : зб. наук. праць. Вінниця : ТОВ «Друк плюс», 60, 30–39. Взято з https://lib.iitta.gov.ua/729027/2/Z_60_друк_Вінниця.pdf#page=30. 
12. Kryvorot, T. & Pryhodii, М. (2022). Training of pedagogical workers for the use of digital internet technologies in the educational process. Professional Pedagogics, 1 (24), 33–41. DOI: https://doi.org/10.32835/2707-3092.2022.24.33-41. 